# ドアクロール
『ドアクロール』は日本のシンガーソングライター・川嶋あいが2007年12月12日に発売した15枚目のシングル。

## 概要
前作『幸せですか／スーツケース』から約2ヶ月後にリリースされた作品。
スクウェア・エニックスのWii用ゲームソフト『チョコボの不思議なダンジョン 時忘れの迷宮』のテーマソング。川嶋は同ゲームに声優としても出演している。
通常盤と初回限定盤の2種で発売され、初回限定盤はリバーシブルジャケット仕様になっており、PVを収録した特典DVD付き。

## 収録曲
- 全作詞・作曲：川嶋あい

### 通常盤
1. ドアクロール
編曲：Jun Suyama
スクウェア・エニックス『チョコボの不思議なダンジョン 時忘れの迷宮』（Wii） テーマソング。ゲーム内や同作のサウンド・トラックにも収録されている。
この曲は川嶋が声優を演じたキャラクター「ラファエロ」をモチーフとして作られている[2][3]。
PVでは同作のキャラクターが登場する。
2. 色のないもの
編曲：Takashi Nagasawa
日東工業CMソング
このCMのオンエア後、メーカーに問い合わせが殺到した。
元々の曲名は「colorless」であった。
3. 灯
編曲：Kouhei Munemoto
公共広告機構（現：ACジャパン）2007年度中国・四国地域キャンペーン「家族記念日」CFソング

### 初回限定盤DVD
1. ドアクロール (PV)